# Rivière de la Savane (île d'Orléans)
Pour les articles homonymes, voir Rivière Savane et Savane (homonymie).
La rivière de la Savane coule dans la municipalité de Saint-François-de-l'Île-d'Orléans, dans la municipalité régionale de comté (MRC) de L'Île-d'Orléans, dans la région administrative de la Capitale-Nationale, dans la province de Québec, au Canada.
La partie inférieure de cette petite vallée est desservie par le chemin Royale (route 368) qui longe la rive sud-est de l'Île-d'Orléans. 

## Géographie
La rivière de la Savane prend naissance d'un petit lac agricole (altitude : 76 m), situé entre deux collines, dans Saint-François-de-l'Île-d'Orléans. Cette source est située à 3,3 km au sud-ouest du centre du village de Saint-François-de-l'Île-d'Orléans, à 3,4 km au sud-est du chenal de l'Île d'Orléans et à 2,1 km à l'ouest de la rive du fleuve Saint-Laurent (chenal des Grands Voiliers).
À partir de cette source, le cours de la rivière de la Savane descend sur 3,2 km, avec une dénivellation de 72 m, selon les segments suivants :
- 1,3 km vers le nord-est, jusqu'à un coude de rivière ;
- 0,9 km vers l'est, puis vers le nord-est, jusqu'à un coude de rivière correspondant à la décharge d'un ruisseau (venant du nord-ouest) ;
- 1,0 km vers l'est en passant près de l'Héliport de l'Île d'Orléans et en coupant la route 368, jusqu'à son embouchure[2].

La rivière de la Savane se déverse sur un grès d'une centaine de mètres à marée basse, soit sur la rive ouest du chenal des Grands Voiliers dont la largeur est de 9,0 m à cet endroit. Cette embouchure de la rivière de la Savane fait face à l'Île Madame laquelle est à 2,8 m vers l'est. Ce chenal est traversé par le fleuve Saint-Laurent. Cette embouchure est située à 1,7 m au sud du centre du village de Saint-François-de-l'Île-d'Orléans.

## Toponymie
Le toponyme « rivière de la Savane » a été officialisé le 4 février 1982.